# Râul Sfânta Ana
Râul Sfânta Ana este un curs de apă, afluent al râului Peleș. Cursul superior al râului este cunoscut și sub numele de Râul Valea cu Brazi sau Râul Valea lui Carp

## Hărți
- Munții Bucegi  Arhivat în 28 mai 2008, la Wayback Machine.
- Harta Munții Bucegi
- Harta Munții Bucegi
- Harta județului Prahova